# Elton John
Sir Elton Hercules John (CBE, tên thật Reginald Kenneth Dwight; sinh ngày 25 tháng 3 năm 1947) là một nhạc công dương cầm, ca sĩ kiêm sáng tác và nhà soạn nhạc người Anh. Ông hợp tác với nhạc sĩ Bernie Taupin trong hơn 30 album phòng thu, kể từ năm 1967 đến nay. Sinh trưởng tại khu vực Pinner của Luân Đôn, ông học chơi dương cầm từ khi còn nhỏ và thành lập nên nhóm Bluesology năm 1962. Trong hai năm, John và Taupin sáng tác nhiều bài hát cho các nghệ sĩ khác, bao gồm Roger Cook và Lulu, trong khi ông trở thành một nhạc sĩ hỗ trợ cho the Hollies và the Scaffold. Năm 1969, ông phát hành album đầu tay Empty Sky. Năm 1970, đĩa đơn "Your Song" từ album thứ hai của ông, Elton John đạt top 10 tại Hoa Kỳ và Anh Quốc.
Trong sự nghiệp kéo dài 5 thập kỷ, Elton John đã bán hơn 300 triệu đĩa nhạc, giúp ông trở thành một trong những nghệ sĩ âm nhạc bán đĩa chạy nhất thế giới. Ông có 7 album liên tiếp dẫn đầu tại Hoa Kỳ, 58 đĩa đơn đạt Billboard Top 40, 27 bài hát Top 10 và 9 bài hát quán quân. Trong 31 năm liên tiếp (1970–2000) ông có ít nhất 1 bài hát lọt vào Billboard Hot 100. Đĩa đơn "Candle in the Wind 1997" của ông chạm mốc 33 triệu bản trên toàn cầu, nằm trong những đĩa đơn bán chạy nhất lịch sử xếp hạng tại Hoa Kỳ và Anh Quốc. Ông còn soạn nhạc, sản xuất thu âm và tham gia điện ảnh. John sở hữu Câu lạc bộ bóng đá Watford từ năm 1976 đến 1987 và từ 1997 đến 2002.
Ông là chủ nhân của 5 giải Grammy, 5 giải Brit—bao gồm giải "Đóng góp âm nhạc nổi bật" và "Biểu tượng Anh Quốc" vào năm 2013 cho "những ảnh hưởng kéo dài trong văn hóa Anh", một giải Oscar, một giải Quả cầu vàng, một giải Tony, một giải Disney Legend và Kennedy Center Honors năm 2004. Tạp chí âm nhạc Rolling Stone liệt ông vào danh sách "100 nhạc sĩ gây ảnh hưởng nhất kỷ nguyên Rock and Roll". Năm 2013, Billboard gọi ông là nam nghệ sĩ đơn ca thành công nhất trong danh sách "The Billboard Hot 100 Top All-Time Artists", chỉ đứng sau the Beatles và Madonna. Đại sảnh Danh vọng Sáng tác và Đại sảnh Danh vọng Rock and Roll đều lần lượt vinh danh ông. Nữ hoàng Elizabeth II trao cho ông Tước Hiệp sĩ cho "những cống hiến đến âm nhạc và từ thiện" vào năm 1998. John tham gia nhiều sự kiện hoàng gia, bao gồm lễ tang của Diana, Vương phi xứ Wales tại Westminster Abbey năm 1997, đêm nhạc Party at the Palace năm 2002 và Diamond Jubilee Concert của Nữ hoàng bên ngoài Cung điện Buckingham năm 2012.
Ông là một trong những người tiên phong trong cuộc chiến chống lại AIDS kể từ cuối thập niên 1980. Năm 1992, ông thành lập Quỹ AIDS Elton John và chủ trì một bữa tiệc giải Oscar một năm sau đó, trở thành một trong những bữa tiệc Oscar nổi tiếng nhất ngành điện ảnh Hollywood. Từ khi mở cửa, quỹ đã thu về 200 triệu đô-la Mỹ. John thông báo mình là người song tính năm 1976 và trở thành người đồng tính công khai kể từ năm 1988, tham gia vào phong trào công dân với David Furnish vào tháng 12 năm 2005. Sau khi Anh hợp thức hóa hôn nhân đồng giới, ông kết hôn với Furnish vào tháng 12 năm 2014.
Vào ngày 24 tháng 1 năm 2018, Elton John đã công bố rằng ông sẽ nghỉ đi tour biểu diễn và sẽ sớm bắt tay vào một tour biểu diễn chia tay dài ba năm. Buổi biểu diễn đầu tiên được dự định vào ngày 8 tháng 9 năm 2018, tại Allentown, Pennsylvania.
Vào ngày 1 tháng 12 năm 2024, John tiết lộ rằng ông đã bị giảm thị lực. Vào tháng 9 cùng năm, ông cho biết đã bị nhiễm trùng mắt nghiêm trọng vào tháng 7, khi đang nghỉ hè ở miền Nam nước Pháp, khiến ông bị mù mắt phải và "chỉ nhìn thấy hạn chế" ở mắt trái.

## Danh sách đĩa nhạc
- Empty Sky (1969)
- Elton John (1970)
- Tumbleweed Connection (1970)
- Madman Across the Water (1971)
- Honky Château (1972)
- Don't Shoot Me I'm Only the Piano Player (1973)
- Goodbye Yellow Brick Road (1973)
- Caribou (1974)
- Captain Fantastic and the Brown Dirt Cowboy (1975)
- Rock of the Westies (1975)
- Blue Moves (1976)
- A Single Man (1978)
- Victim of Love (1979)
- 21 at 33 (1980)
- The Fox (1981)
- Jump Up! (1982)
- Too Low for Zero (1983)
- Breaking Hearts (1984)
- Ice on Fire (1985)
- Leather Jackets (1986)
- Reg Strikes Back (1988)
- Sleeping with the Past (1989)
- The One (1992)
- Duets (1993)
- Made in England (1995)
- The Big Picture (1997)
- Songs from the West Coast (2001)
- Peachtree Road (2004)
- The Captain & The Kid (2006)
- The Diving Board (2013)
- Wonderful Crazy Night (2016)
- Regimental Sgt. Zippo (2021)

## Sự nghiệp điện ảnh
Năm 2017 ông tham gia phim Kingsman: Tổ chức Hoàng Kim trong vai chính mình, với bối cảnh là người bị bắt đánh đàn cho người chủ tập đoạn ma túy lớn nhất thế giới. Sau đó, hai mật vụ Kingsman là Eggsy và Harry đã tới giải cứu ông, trong lúc đó, ông đã giúp Harry đánh bại những con chó robot khát máu. Và ông hứa sẽ cho Harry dự một buổi hòa nhạc nếu ông giải cứu được thế giới. Lúc cuối phim, ông cũng là nghệ sĩ dương cầm cho đám cưới của Eggsy và công chúa Thụy Điển.